# Rio Ciorgo Creek
O Rio Ciorgo Creek é um rio da Romênia, afluente do Mureş, localizado no distrito de Harghita.